# Sophien Kamoun
Sophien Kamoun (Tunisi, 8 dicembre 1965) è un biologo e genetista tunisino.
Per le sue ricerche sugli omiceti è stato insignito del premio Syngenta nel 2003 e del premio Noel T. Keen nel 2013, entrambi conferiti dall'American Phytopathological Society. È membro dell'Accademia europea delle scienze e della Royal Society, nonché capo di un'unità di ricerca al laboratorio di Sainsbury di Norwich.

## Biografia

### Infanzia e studi
È nato da Abdessalem Kamoun, professore di radiologia presso la Facoltà di Medicina di Tunisi, e da Khadija Lasram, docente di arabo e attivista culturale.
Diplomatosi al liceo dei Missionari d'Africa di Tunisi nel 1983, ha conseguito un master in biologia e genetica umana presso l'Università Pierre e Marie Curie nel 1987. Nel 1986 è stato assistente di ricerca presso l'Institut Wistar di Filadelfia.
Ha continuato i suoi studi di dottorato negli Stati Uniti presso l'Università della California a Davis, dove ha conseguito il dottorato nel 1991 mentre lavorava nel dipartimento di patologia vegetale. Dal 1991 al 1994 ha lavorato presso il National Science Foundation Center sito nel medesimo ateneo grazie a una borsa di studio post-dottorato.

### Carriera scientifica

#### Gli inizi
Nel 1994 è diventato ricercatore universitario presso il dipartimento di patologia vegetale dell'Università di Wageningen, nei Paesi Bassi, poi nel 1998 è passato all'Università statale dell'Ohio come assistente professore di genomica agraria e interazioni pianta-microbo.
Nello stesso anno ha scritto un articolo intitolato Resistance of Nicotiana benthamiana to Phytophthora infestans is mediated by the recognition of the elicitor protein INF1, grazie al quale si è rivelato un pioniere nella ricerca sulla peronospora della patata e su altri omiceti. È stato organizzatore di alcuni congressi sul suo campo di ricerca come ad esempio l'Oomycete Molecular Genetics Conference e la 23 Fungal Genetics Conference, ed è diventato membro del Plant-Microbe Interactions Panel annesso al National Research Initiative Competitive Grants Program del Dipartimento dell'agricoltura degli Stati Uniti.

#### I progressi scientifici negli Stati Uniti
Nel 2000 è diventato redattore associato della rivista Molecular Plant-Microbe Interactions, mentre nel 2002 ha ottenuto i primi successi scientifici sotto la tutela della National Science Foundation, ideando al contempo alcuni algoritmi per rilevare i geni effettori dal DNA sequenziato di un microbo. Lo stesso anno ha iniziato ad essere invitato come ospite d'onore in alcune rinomate conferenze come il Colloquium on Genomes and Pathogenesis nel 2002.
Nello stesso anno ha ottenuto la cattedra associata presso l'Università statale dell'Ohio State e ha ricevuto il Premio Syngenta conferito dall'American Phytopathological Society. Ha curato una sezione dell'Encyclopedia of Plant and Crop Science sulle malattie causate nelle piante da oomycota e funghi ed è stato uno dei redattori della rivista Molecular Plant Pathology per cinque anni.
In virtù dei suoi studi sulla descrizione dei geni effettori degli oomiceti, nel 2004 è stato insignito del Junior Faculty Research Award, dell'Ohio State University Pomerene Teaching Award e del WE Krauss Director's Award for Excellence in Graduate Research Mentorship dall'Ohio Agricultural Research and Development Cente (OARDC). È diventato anche professore di biologia nel 2006 ed è entrato a far parte del consiglio di amministrazione della International Society for Plant-Microbe Molecular Interactions l'anno successivo.
Nel 2007 è passato al laboratorio di Sainsbury di Norwich, dove ha ottenuto più mezzi per continuare le sue ricerche, pur restando in contatto con la sua università in quanto membro del comitato consultivo esterno del Centro di Fitologia Applicata.

#### Nel Regno Unito
A Norwich è stato supervisore e capogruppo presso il laboratorio di Sainsbury fino a marzo 2018. Qui ha continuato a studiare la Phytophthora infestans, un patogeno di notevole importanza storica che continua a minacciare la sussistenza e la produzione commerciale di patate in tutto il mondo, scoprendo e definendo le funzioni biologiche di molte proteine patogene secrete chiamate effettori, che i patogeni usano per manipolare i loro ospiti e sopprimere l'immunità delle piante, e rivelando come la coevoluzione degli antagonisti tra i patogeni e le piante ospiti influenzi l'architettura dei genomi dei patogeni delle piante e acceleri l'evoluzione dei geni effettori, stimolando nel contempo l'evoluzione di complesse reti di recettori immunitari vegetali. Per questi contributi nel 2008 è stato nominato nel comitato scientifico della BASF ed è diventato professore onorario presso l'Università dell'East Anglia, vicepresidente della International Society for Plant-Microbe Molecular Interactions per un periodo di tre anni e membro dello Scientific Advisory Board dei Two Blades Foundation nel 2009. È stato anche direttore del laboratorio di Sainsbury per un mandato di cinque anni fino al 2014.
Nel 2008 ha scritto un articolo intitolato Emerging Concepts in Effector Biology of Plant-Associated Organisms, che nel 2010 ha ricevuto il plauso della Thomson Reuters Ne è seguita un'intervista con Science Watch che gli ha garantito prestigiosi riconoscimenti scientifici negli anni successivi. Nello stesso anno infatti è diventato membro del comitato consultivo scientifico del Max-Planck Institute for Terrestrial Microbiology e ha ricevuto il prix Daiwa Adrian per la cooperazione tra i laboratori del Regno Unito e del Giappone, mentre l'anno successivo è stato nominato membro dell'Accademia europea delle scienze. Nel 2012 è stato eletto Presidente della International Society for Molecular Plant-Microbe Interactions per un mandato di due anni ed è stato nominato professore universitario presso l'Università dell'East Anglia e corrispondente associato della sezione "Scienze di vita" dell'Accademia francese dell'agricoltura.
Nel 2013 ha ricevuto il Noel T. Keen Award dall'American Phytopathological Society per i suoi significativi contributi nel campo della biologia agraria . Nel 2014 è stato eletto presidente onorario della International Society for Molecular Plant-Microbe Interactions per un mandato di due anni ed è diventato il primo biologo tunisino a entrare nella lista dei ricercatori altamente citati dalla Thomson Reuters. Nel 2016 ha ricevuto il Kuwait Prize for Applied Research in Food and Agriculture assegnato dalla Kuwait Foundation for the Advancement of Science per il suo lavoro in patologia vegetale. Il 9 maggio 2018 è diventato il primo tunisino ad essere eletto alla Royal Society, la più grande società scientifica del Regno Unito, mentre Il 24 maggio dello stesso anno è stato il primo arabo a ricevere la medaglia Linneana, il più alto riconoscimento assegnato dalla Linnean Society of London. Il 21 marzo 2019 ha ricevuto dal Presidente della Repubblica tunisina il Premio per la ricerca scientifica e la tecnologia per via del suo lavoro di fama internazionale nel campo della biologia vegetale.

## Pubblicazioni
- Paul Birch, Anne Rehmany, Leighton Pritchard, Sophien Kamoun et Jim Beynon, « Trafficking arms: oomycete effectors enter host plant cells », Trends in Microbiology, vol. XIV, n°1, 2006, p. 8-11
- Brian Haas, Sophien Kamoun, Michael Zody, Rays Jiang, Robert Handsaker, Liliana Cano et al., « Genome sequence and analysis of the Irish potato famine pathogen Phytophthora infestans », Nature, vol. 461, n°7262, 2009, p. 393-398
- Saskia Hogenhout, Renier Van der Hoorn, Ryohei Terauchi et Sophien Kamoun, « Emerging concepts in effector biology of plant-associated organisms », Molecular Plant-Microbe Interactions, vol. XXII, n°2, 2009, p. 115-122
- Renier van der Hoorn et Sophien Kamoun, « From guard to decoy: a new model for perception of plant pathogen effectors », The Plant Cell Online, vol. XX, n°8, 2008, p. 2009-2017
- Sophien Kamoun, « A catalogue of the effector secretome of plant pathogenic oomycetes », Annual Review of Phytopathology, n°44, 2006, p. 41-60
- Sophien Kamoun, « Molecular genetics of pathogenic oomycetes », vol. II, n°2, 2003, p. 191-199
- Sophien Kamoun, Peter Hraber, Bruno Sobral, Donald Nuss et Francine Govers, « Initial assessment of gene diversity for the oomycete pathogen Phytophthora infestans based on expressed sequences », Fungal Genetics and Biology, vol. 28, n° 2, 1999, p. 94-106
- Sophien Kamoun, Edgar Huitema et Vivianne Vleeshouwers, « Resistance to oomycetes: a general role for the hypersensitive response? », Trends in Plant Science, vol. IV, n°5, 1999, p. 196-200
- Sophien Kamoun, Pieter van West, Vivianne Vleeshouwers, Koen de Groot et Francine Govers, « Resistance of Nicotiana benthamiana to Phytophthora infestans is mediated by the recognition of the elicitor protein INF1 », The Plant Cell Online, vol. X, n°9, 1998, p. 1413-1425